# Alfred Fitch
Alfred Lord „Al” Fitch (ur. 1 grudnia 1912 w Nowym Jorku, zm. 7 lutego 1981 w Orange w Kalifornii) – amerykański lekkoatleta, wicemistrz olimpijski z 1936.
Specjalizował się w biegu na 400 metrów. Na igrzyskach olimpijskich w 1936 w Berlinie startował w sztafecie 4 × 400 metrów i zdobył srebrny medal (sztafeta USA biegła w składzie: Harold Cagle, Robert Young, Edward O’Brien i Fitch na ostatniej zmianie).
Jego rekord życiowy na 400 metrów wynosił 47,0 s.